# 耶穌小孩

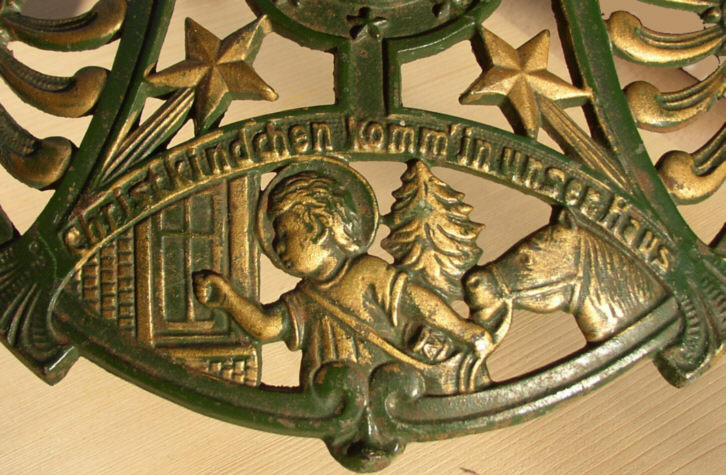
耶穌小孩（Christkind）

耶穌小孩（[ˈkʁɪstkɪnt]），耶誕節傳說之一，其造型通常是一個金髮天使，相傳他會在平安夜帶禮物給小孩。這個傳說流傳在德國、捷克、奧地利、瑞士、義大利、匈牙利、法國、葡萄牙等地。這個傳統起源自宗教改革時代，自馬丁·路德開始，為了反對傳統上圣尼古拉的形象，新教徒開始將發放禮物的角色，交由天使來負責，因此出現耶穌小孩。